# Sede impedita
Sede impedita ou Sé impedida, no Direito Canónico da Igreja Católica Romana, corresponde à Sé episcopal de uma Igreja particular cujo Bispo diocesano, por motivo de cativeiro, desterro, exílio ou incapacidade, se encontra totalmente impossibilitado de se ocupar do múnus pastoral da Diocese, sem poder comunicar sequer por carta com os diocesanos.
Durante a sede impedita a Diocese é governada pelo Bispo Coadjutor. Se não o houver o governo será exercido por um Bispo Auxiliar, Vigário-Geral ou Vigário Episcopal, segundo a ordem previamente aprovada pelo Bispo diocesano, primeiramente organizada após tomar posse da Diocese e actualizada a cada 3 anos junto do Metropolita. A lista é mantida sob segredo pelo Chanceler da Cúria diocesana.